# 吴静山
吴静山（1943年3月—2025年5月18日），男，广东顺德人，中国山水花鸟画家、书法家，中国美术学院中国画系教授，中国书法家协会会员，中央文史研究馆馆员。

## 生平
1943年3月生于广东省顺德县乐从镇水藤乡。1962年考入浙江美术学院国画系，师从潘天寿、陆俨少。1965年肄业回到广东省，经陈寂引荐，结识了中山大学收藏家容庚。1978年创作《长江万里图》。1979年，应文化部邀请与陆俨少、黄胄在北京颐和园槛堂从事山水和花鸟画创作。1985年，在香港集古斋主办作品展，并出版《吴静山书画集》。
2012年，受聘为中央文史研究馆馆员。2025年5月18日逝世。